# Thomasturm (Basel)

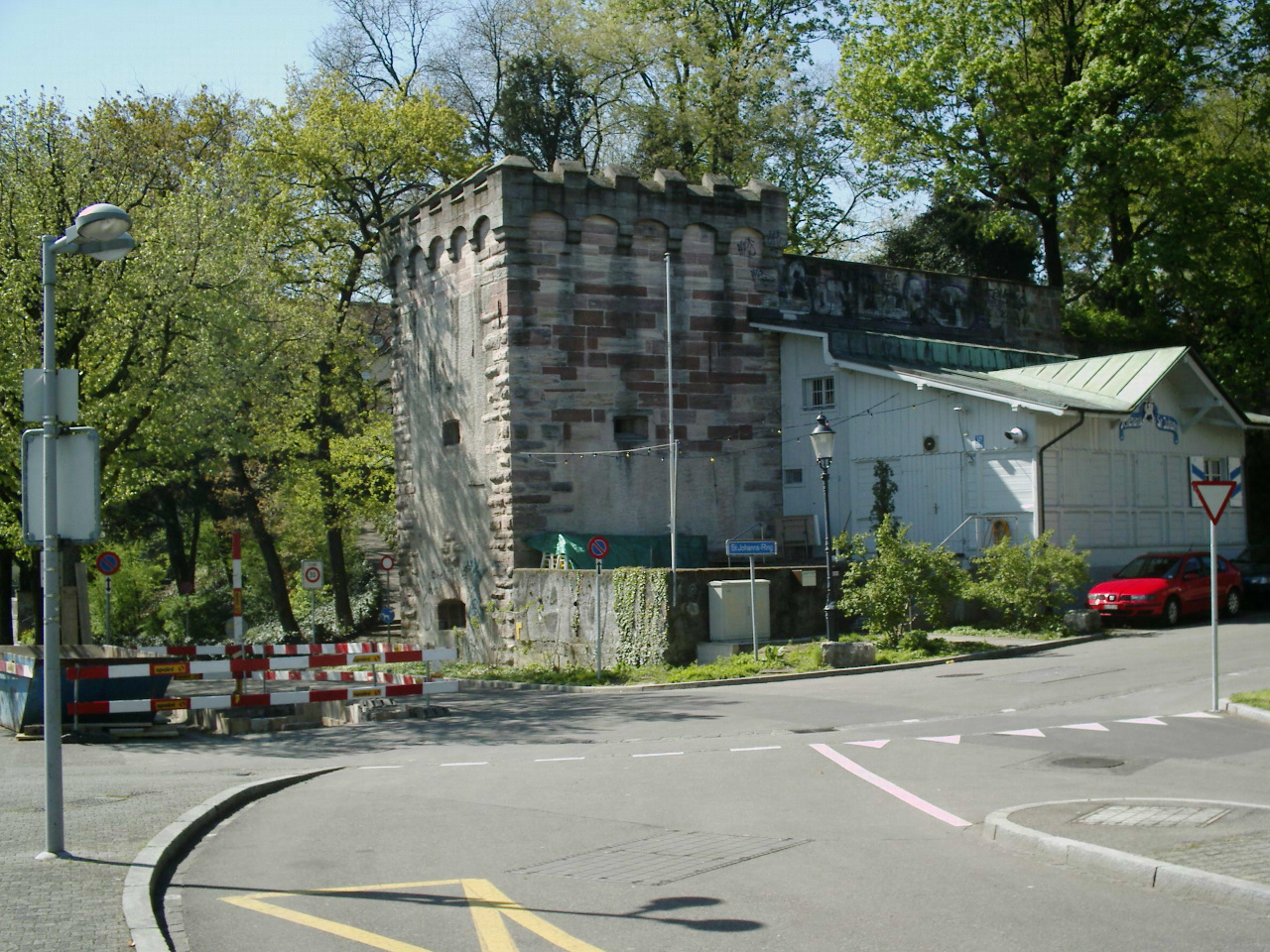
Heutige Überreste des Thomasturms

Der Thomasturm, ein ehemaliger Wachturm der Basler Stadtmauer, war der nördlichste Uferpunkt der Stadt und diente als Befestigungsturm der äusseren Stadtmauer gegenüber dem Rhein und dem Land. Er steht nicht weit vom St. Johannstor. Die heutige Adresse ist St. Johanns-Rheinweg 109.
Der Thomasturm wird bereits in der Wachtordnung von 1374 als „sant Thomans thurne“ namentlich erwähnt. Dort wurde auch festgehalten, dass die Schiffleute und Fischer für den Turm verantwortlich waren. Der Thomasturm ist nach Erzbischof Thomas Becket von Canterbury benannt, der im Jahr 1170 in seiner Kathedrale ermordet wurde. Eine Statue zu seinen Ehren stand an der rheinwärts gerichteten Turmseite.
1806 wurde die Statue entfernt und die oberen Geschosse des Turmes abgetragen. Der Grosse Rat Basels hatte beschlossen, die Schanze beim Turm zu einer Promenade umzugestalten und dazu den Turm zu opfern. Als 1882/1883 der „St. Johanns-Rheinweg“ angelegt wurde, verschwanden die unteren Stockwerke im Boden; so wurde aus dem Turm, der einmal aus dem Rhein aufragte, ein Turmstummel, welcher 1888 mit einem dekorativen Zinnenkranz versehen wurde. Der einstige Turm mit dem flachen Pyramidendach hat gegenüber dem heutigen Thomasturm mit der Zinnenkanzel deutlich an Höhe verloren.
Jeweils am Barbaratag, dem 4. Dezember, um 18.30 Uhr wird hier am Fusse des Turmes das traditionelle Salutschiessen des Artillerievereins Basel-Stadt veranstaltet.